# Bioremediatie
Bioremediatie kan gedefinieerd worden als het proces waarin micro-organismen, paddenstoelen, groene installaties of hun enzymen gebruikt worden om het natuurlijke milieu dat door verontreinigende stoffen werd veranderd terug in zijn originele staat te brengen. Bioremediatie kan gebruikt worden om specifieke grondverontreinigende stoffen aan te vallen, zoals degradatie van gechloreerde koolwaterstoffen door bacteriën. Een voorbeeld van een meer algemene benadering is de schoonmaakbeurt van oliemorserijen door de toevoeging van nitraat en/of sulfaatmeststoffen om de decompositie van ruwe olie door inheemse of exogene bacteriën te vergemakkelijken.